# Eutelsat W3B
O Eutelsat W3B foi um satélite de comunicação geoestacionário europeu construído pela Thales Alenia Space, ele era para ser operado pela Eutelsat, empresa com sede em Paris. O satélite foi baseado na plataforma Spacebus-4000C3 e sua vida útil estimada era de 15 anos. O mesmo foi declarado perda total pouco depois do seu lançamento devido a um vazamento no sistema de propulsão: um tubo não foi devidamente alinhados e não suportou o estresse do lançamento.

## História
Em fevereiro de 2008 a Thales Alenia Space assinou um contrato para projetar, fabricar e entregar um satélite, o Eutelsat W3B,  para a Eutelsat. Os termos do acordo não foram divulgados.
O satélite Eutelsat W3B, foi baseado na plataforma Spacebus-4000C3 da Thales.
O Eutelsat W3B estava projetado inicialmente para ser colocado em 7 graus de longitude leste juntamente com o satélite Eutelsat W3A para fornecer os serviços de radiodifusão e de telecomunicações em toda a Europa, Oriente Médio e África. Mas após os problemas do Eutelsat W2M logo após o seu lançamento, o Eutelsat W3B foi tomar o lugar do Eutelsat W2M em 16 graus de longitude leste para substituir o envelhecido satélite Eutelsat W2.
Como substituto para a missão original do Eutelsat W3B a 7 graus de longitude leste, a Eutelsat ordenou em março de 2009 a construção de um satélite idêntico, o Eutelsat W3C.
O Eutelsat W3B apresentou um vazamento considerável no sistema de propulsão logo após o lançamento e foi declarada uma perda total. A falha foi provavelmente causada por uma fuga súbita, catastrófica num tubo propulsor ligado a um dos 16 motores de propulsão do satélite. A Eutelsat ordenou em dezembro de 2010 a construção do satélite Eutelsat W3D como seu substituto.

## Lançamento
O satélite foi lançado ao espaço no dia 28 de outubro de 2010 às 21:51 UTC, por meio de um veículo Ariane 5 G a partir do Centro Espacial de Kourou, na Guiana Francesa, juntamente com o satélite BSAT-3B. O satélite foi perdido após um vazamento no seu sistema de propulsão pouco tempo depois de ser lançado. Ele tinha uma massa de lançamento de 5.370 kg.

## Capacidade e cobertura
O Eutelsat W3B era equipado com 53 transponders em banda Ku e 3 em banda Ka para prestação de serviços de radiodifusão e de telecomunicações em toda a Europa, Oriente Médio e África.